# ایسما پینیرا
ایسما پینیرا (انگلیسی: Isma Piñera؛ زادهٔ ۲۷ مهٔ ۱۹۷۷) بازیکن فوتبال اهل اسپانیا است.
از باشگاه‌هایی که در آن بازی کرده‌است می‌توان به باشگاه فوتبال اسپورتینگ خیخون اشاره کرد.